# Cyclodomorphus
Genre
Synonymes
- Hemisphaeriodon Peters, 1867

Cyclodomorphus est un genre de sauriens de la famille des Scincidae.

## Répartition
Les neuf espèces de ce genre sont endémiques d'Australie.

## Liste des espèces
Selon The Reptile Database (22 décembre 2015) :
- Cyclodomorphus branchialis (Günther, 1867)
- Cyclodomorphus casuarinae (Duméril & Bibron, 1839)
- Cyclodomorphus celatus Shea & Miller, 1995
- Cyclodomorphus gerrardii (Gray, 1845)
- Cyclodomorphus maximus (Storr, 1976)
- Cyclodomorphus melanops (Stirling & Zietz, 1893)
- Cyclodomorphus michaeli Wells & Wellington, 1984
- Cyclodomorphus praealtus Shea, 1995
- Cyclodomorphus venustus Shea & Miller, 1995

## Publication originale
- Fitzinger, 1843 : Systema Reptilium, fasciculus primus, Amblyglossae. Braumüller et Seidel, Wien, p. 1-106 (texte intégral).